# E-coaching
L'e-coaching è una metodologia dedicata ad accompagnare nello sviluppo personale, attraverso una relazione di aiuto prolungato nel tempo che avviene in modo digitale.
Nasce come attività dedicata a potenziare capacità e modalità di agire di manager e professional nella loro vita aziendale e organizzativa.

## Obiettivi, legami e specificità
Obiettivo dell’e-coaching è accompagnare le persone, prevalentemente in una relazione one-to-one e nella loro esperienza lavorativa, nel realizzare miglioramenti nelle modalità di vivere il proprio ruolo e i risultati che ottengono.
La metodologia dell’e-coaching è ispirata dalle ricerche neuroscientifiche. In particolare quelle che studiano le performance della mente e le modalità del suo cambiamento. Le evidenze delle ricerche a cui si ispira l’e-coaching sono:
- i comportamenti, le elaborazioni cognitive e le risposte emotive sono in gran parte prodotti da automatismi cerebrali generati da strutture neuronali;[3]
- cambiare un comportamento significa modificare le reti sinaptiche che lo hanno routinizzato in un’abitudine;[4]
- per modificare una rete sinaptica automatizzata occorre autocontrollo sui comportamenti da rimodellare, ripetuto nel tempo perché si generino nuove reti sinaptiche.[5]

Ispirandosi a queste premesse, l’e-coaching include le logiche, le ispirazioni e le modalità che appartengono alla pratica del coaching , completandole e potenziandole, per ottenere un aiuto per i coachee che sia efficace nel produrre nuovi comportamenti, rimodulando abitudini meno efficaci.
Le prime applicazioni dell’e-coaching, attraverso un telaio digitale, sono state ideate da Gian Maria Zapelli, nel 2004, consulente e coach, nonché autore di numerosi libri  e fondatore di HC srl. 
In sintesi il modello dell’e-coaching segue tre ispirazioni:
- focus: l’aiuto nel definire un preciso obiettivo di cambiamento nelle abitudini possedute, per focalizzare lo sforzo;
- effort: l’aiuto nell’avere uno sforzo concentrato e consapevole sui modi di agire da rimodellare;
- insistence: l’aiuto a persistere nello sforzo, fintanto si sia generata un’abitudine nuova.

Per mettere disposizione questi aiuti l’e-coaching si avvale del digitale e del suo potenziale per mettere a disposizione per ognuno, anywhere e anytime, una relazione e un contenuto. In particolare attraverso precise specificità:
- un ambiente digitale personalizzato che consente a ciascun coachee di ottenere un aiuto nel proprio sforzo di miglioramento, attraverso un programma di azioni che completano e sostengono gli scambi tra e-coach e coachee;
- una relazione tra e-coach e coachee senza soluzione di continuità per almeno 5 mesi, attraverso video-meeting e conversazioni asincrone in chat;
- un impegno dell’e-coach non solo all’ascolto, negli appuntamenti di video meeting one-to-one, ma anche di sollecitazione attiva e proattiva nel corso dei 5 mesi, per ottenere effettivi e costanti impegni del coachee nel proprio potenziamento.

## Il programma di e-coaching
Il programma di e-coaching si sviluppa lungo alcune tappe ricorrenti:
1. AVVIO - il coachee entra nella suite digitale e genera il proprio account, avviando il programma e accedendo alle risorse personalizzate;
2. FOCUS - il coachee viene aiutato dall’e-coach a identificare il proprio traguardo di miglioramento, seguendo una traccia diagnostica, che consente di focalizzare il traguardo in precise abitudini da rimodulare;
3. EFFORT - il coachee riceve dall’e-coach nel suo ambiente digitale il personale programma di azioni, finalizzate ad allenare nell’esperienza quotidiana nuovi modi di agire, collegati al traguardo di miglioramento da realizzare;
4. FOCUS - il coachee prepara, seguendo una traccia presente nel suo ambiente digitale, la richiesta di feedback che potrà richiedere per sé; sceglie quindi le persone a cui l’ambiente digitale invia un’e-mail perché lascino in modo anonimo, in una pagina in rete, il loro feedback sul coachee;
5. INSISTENCE - l’e-coach accompagna passo dopo passo, con video call e con conversazioni in chat, lo sforzo del coachee nell’applicare i nuovi comportamenti necessari per realizzare il traguardo di miglioramento che ha scelto; l’e-coach nelle sue modalità, adotta sia la modalità conversativa maieutica, tipica del coaching, ma anche, ed è questa una importante differenza, anche modalità più di supporto, di feedback, di ricalibrazione, di stimolo, al fine di ottenere la perseveranza nello sforzo indispensabile perché la mente rimodelli le proprie strutture neurosinaptiche.